# Pustá Polom
Obec Pustá Polom (německy Wüstpohlom) se nachází v okrese Opava v Moravskoslezském kraji. Žije zde přibližně 1 300 obyvatel.
Ve vzdálenosti 9 km severně leží město Kravaře, 9 km jižně město Bílovec, 12 km severozápadně statutární město Opava a 15 km jižně město Studénka.

## Název
Název obce Polom upomíná k vzniku na lesní půdě. V 16. století nesla název Nová Polom, který se neujal.

## Historie
První písemná zmínka o obci pochází z roku 1238, kdy obec získal benediktinský klášter Hradisko od moravského markraběte Přemysla Otakara I. Od roku 1276 stával v obci kostel svatého Martina. Klášter Hradisko vlastnil obec do roku 1440, poté ji nepravidelně vlastnili příslušnici rodu pánu z Kravař a páni z Raduně. V druhé polovině 15. století obec zpustla. Nově osídlená byla v 16. století. V roce 1692 koupil majitel kyjovického panství Karel Fridrich Kalkreuter z Kalkreuteru Pustou Polom s tvrzí, dvěma dvory, pivovarem a pilou za 9000 zlatých. Obec byla během druhé světové války osvobozena Rudou armádou dne 28. dubna 1945.

## Obecní správa
Od 1. ledna 1979 do 30. června 1990 k obci patřily Těškovice.

## Pamětihodnosti
- kostel svatého Martina[4]
- Kaple svatého Antonína
- Severně od vesnice se nacházela přírodní rezervace V Kalužích, zrušená v roce 2005.

## Slavní rodáci
- Jan Novotný – sklářský výtvarník, malíř a učitel umění
- Ludmila Bubeníková - poslankyně Parlamentu ČR

## Další informace
Na katastru obce pramení potoky Sedlinka, Sezina, Studnice a Porubka.

## Galerie

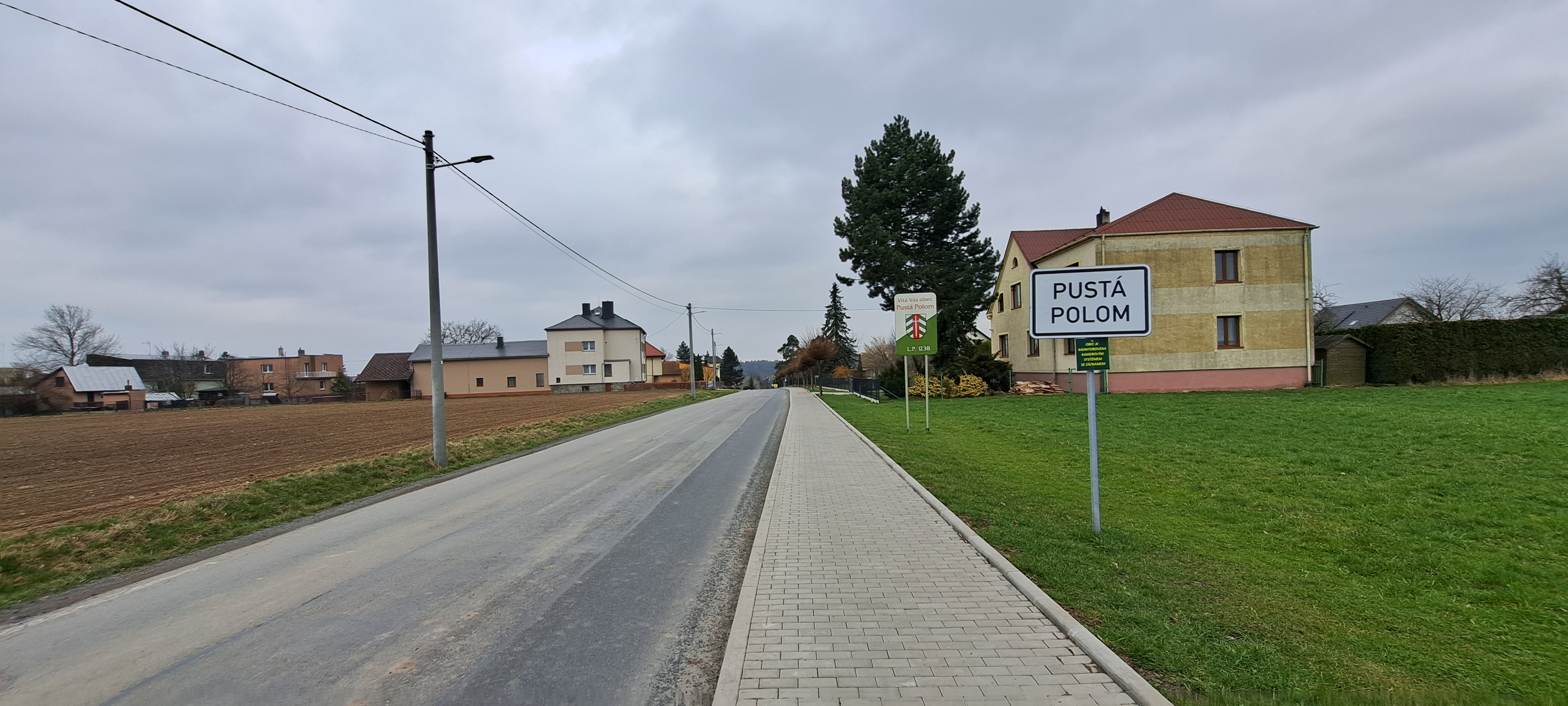
Pohled na obec od Budišovic
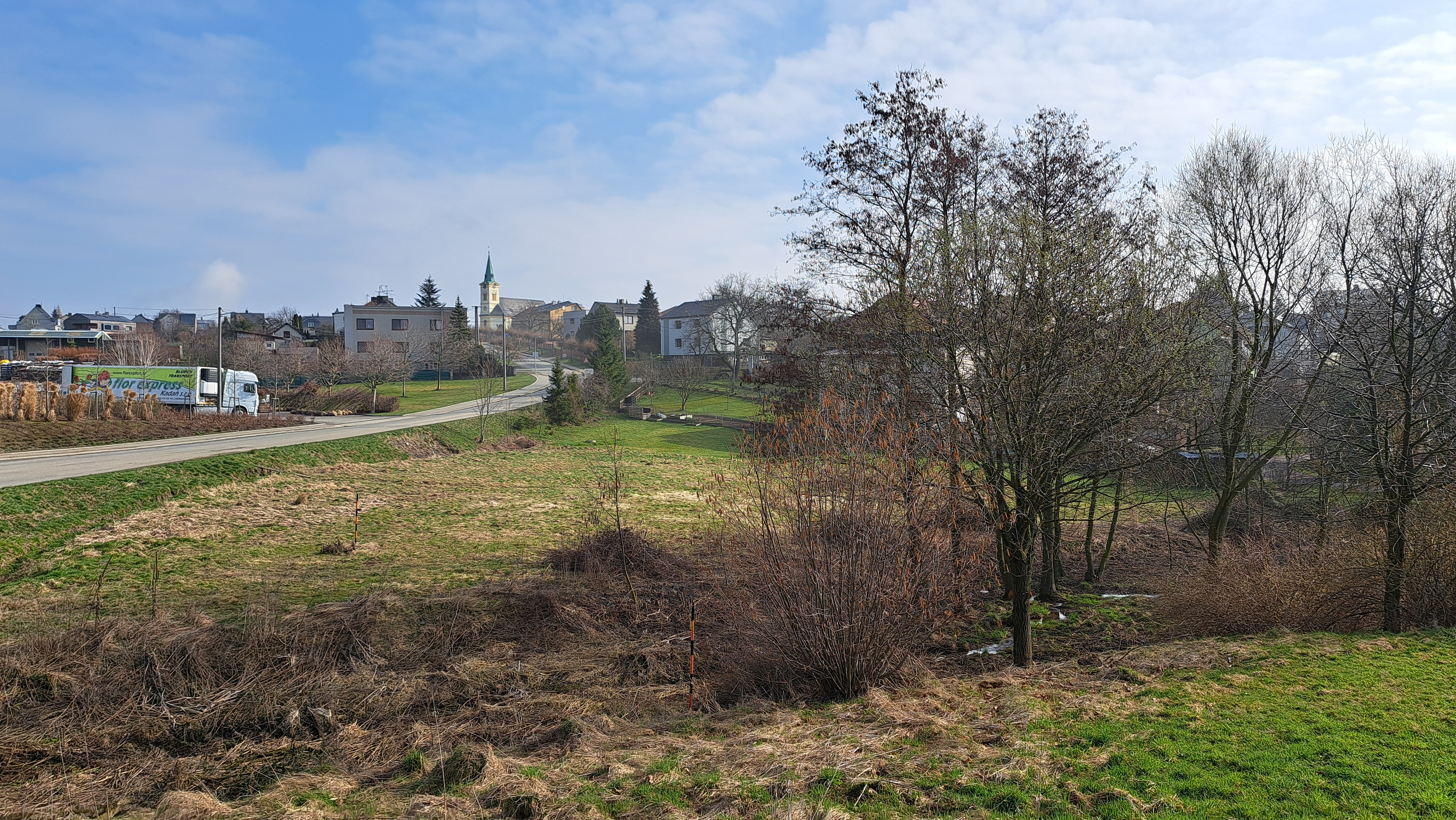
Pohled na obec od Hlubočce
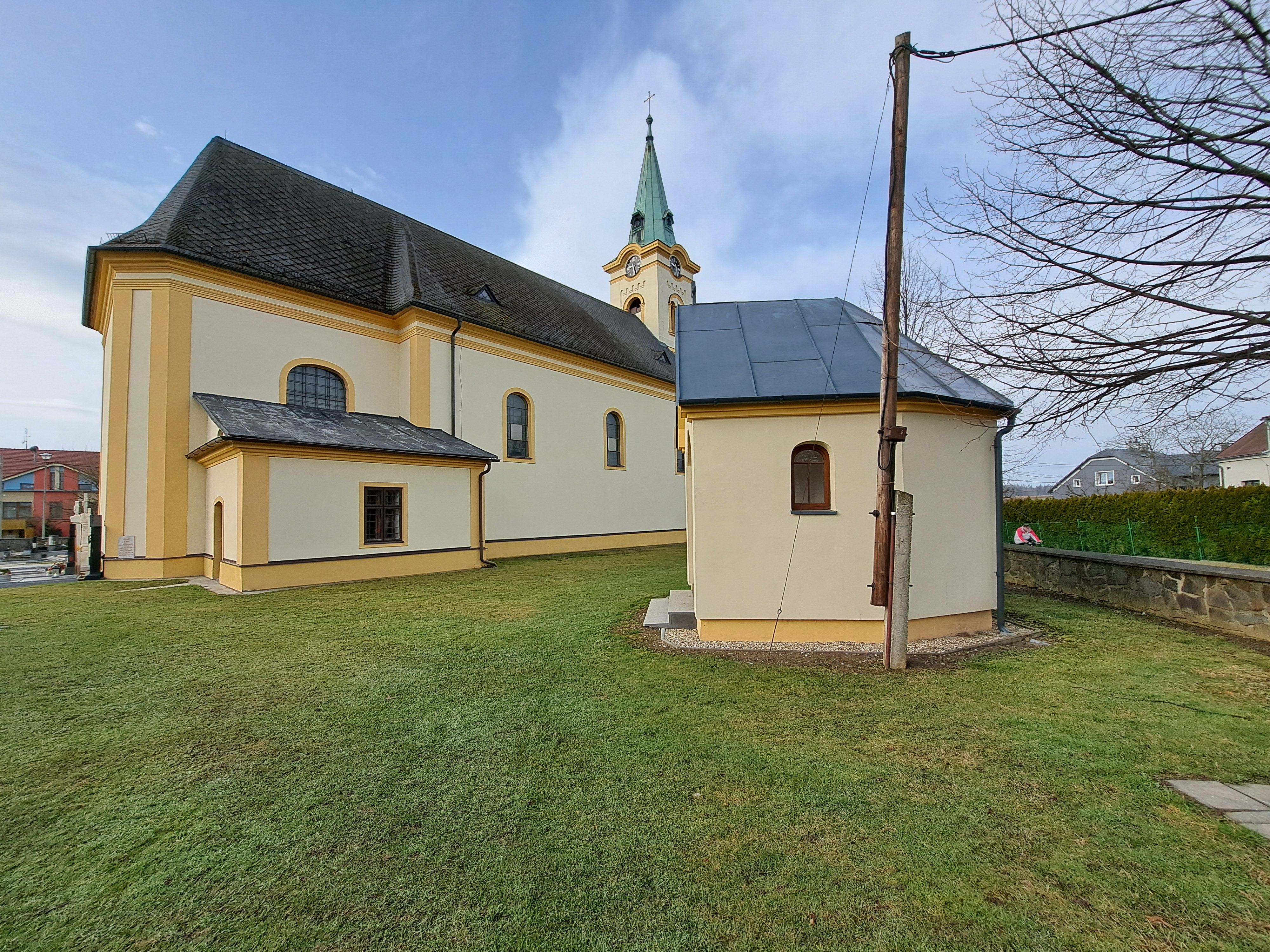
kostel sv. Martina
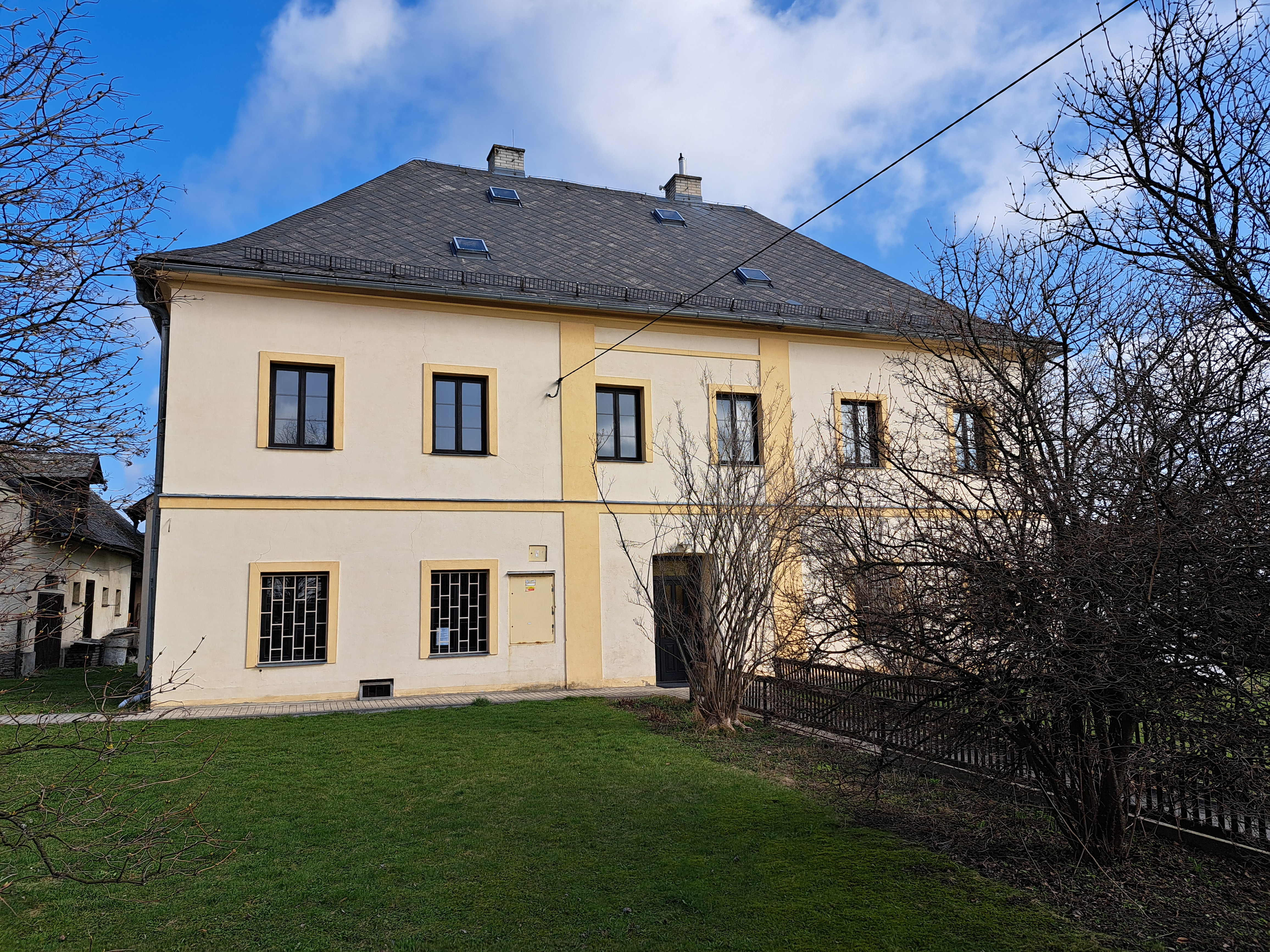
Fara Pustá Polom
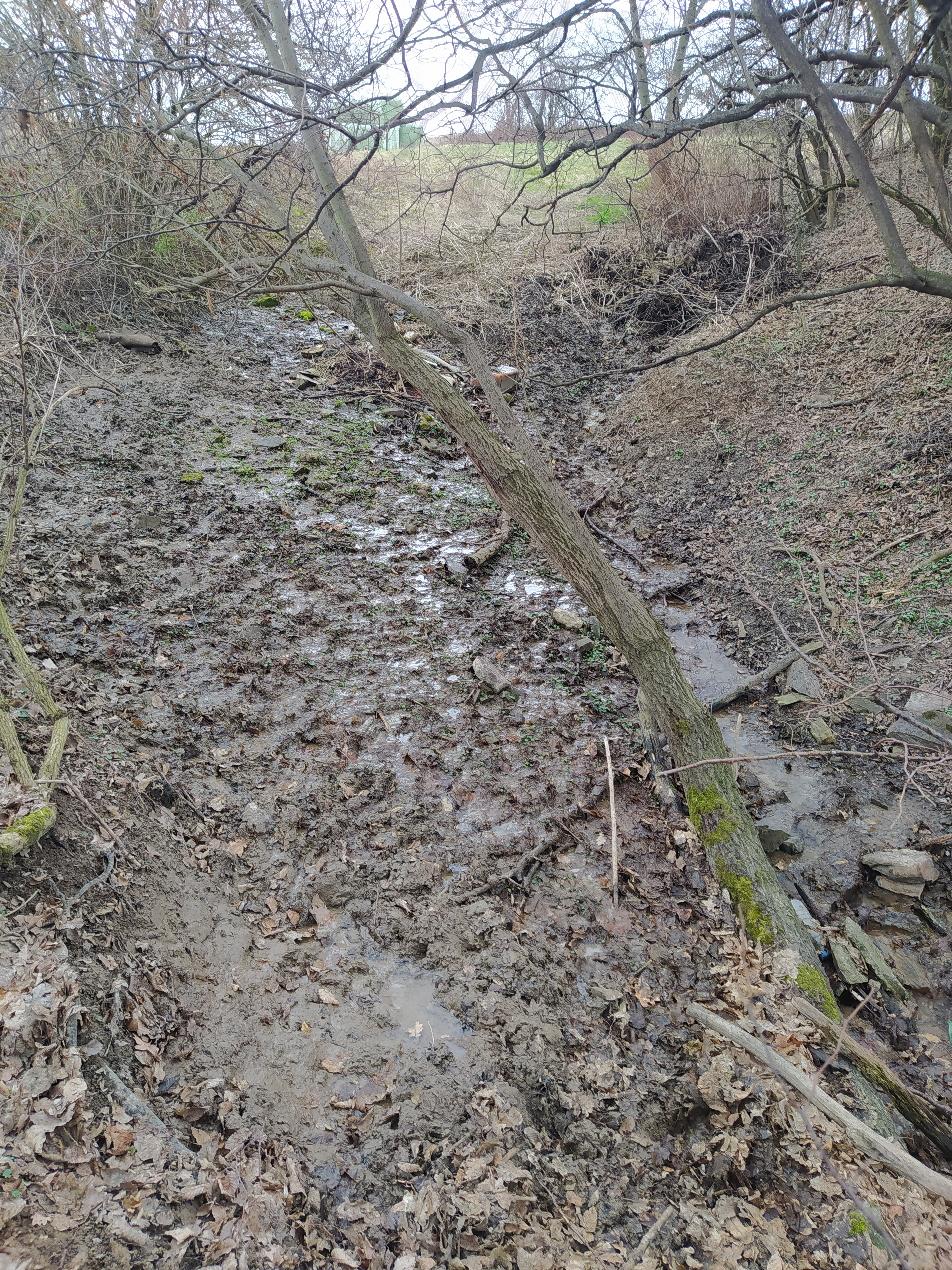